# Šestnajstkotnik
Šestnajstkotnik (s tujko tudi heksadekagon ali heksakaidekagon) je mnogokotnik s 16-timi stranicami, 16-timi oglišči in 16-timi notranjimi koti. 
Njegov Schläflijev simbol je {16}, oziroma t{8}. Coxeter-Dinkinov diagram je  ali  .
Simetrijska grupa je diedrska D16. Notranji kot je 157,5º.   
Spada med pravilne mnogokotnike.

## Pravilni šestnajstkotnik
Ploščina pravilnega šestnajskotnika, če z a označimo dolžino stranice, je:
{\displaystyle p=4a^{2}\operatorname {ctg} \,{\frac {\pi }{16}}=4a^{2}({\sqrt {2}}+1)({\sqrt {4-2{\sqrt {2}}}}+1)\!\,.}

## Konstrukcija
Pravilni šestnajskotnik lahko skonstruiramo z ravnilom in šestilom.

## Petriejevi mnogokotniki
Pravilni šestnajskotnik je Petriejev mnogokotnik za mnoge politope z višjimi razsežnostmi. V naslednji preglednici so prikazani v poševni ortogonalni projekciji:
| A15 | 15-simpleks |                         |                                |                               |                            |                            |                     |                  |
| B8  | 8-ortopleks | Popravljeni 8-ortopleks | Dvojno popravljeni 8-ortopleks | Trojno popravljen 8-ortopleks | Trojno popravljena 8-kocka | Dvojno popravljena 8-kocka | Popravljena 8-kocka | 8-kocka          |
| D9  | t7(161)     | t6(161)                 | t5(161)                        | t4(161)                       | t3(161)                    | t2(161)                    | t1(161)             | 9-polkocka (161) |